# Bekaa-Ebene
Koordinaten: 34° 0′ 32″ N, 36° 8′ 43″ O

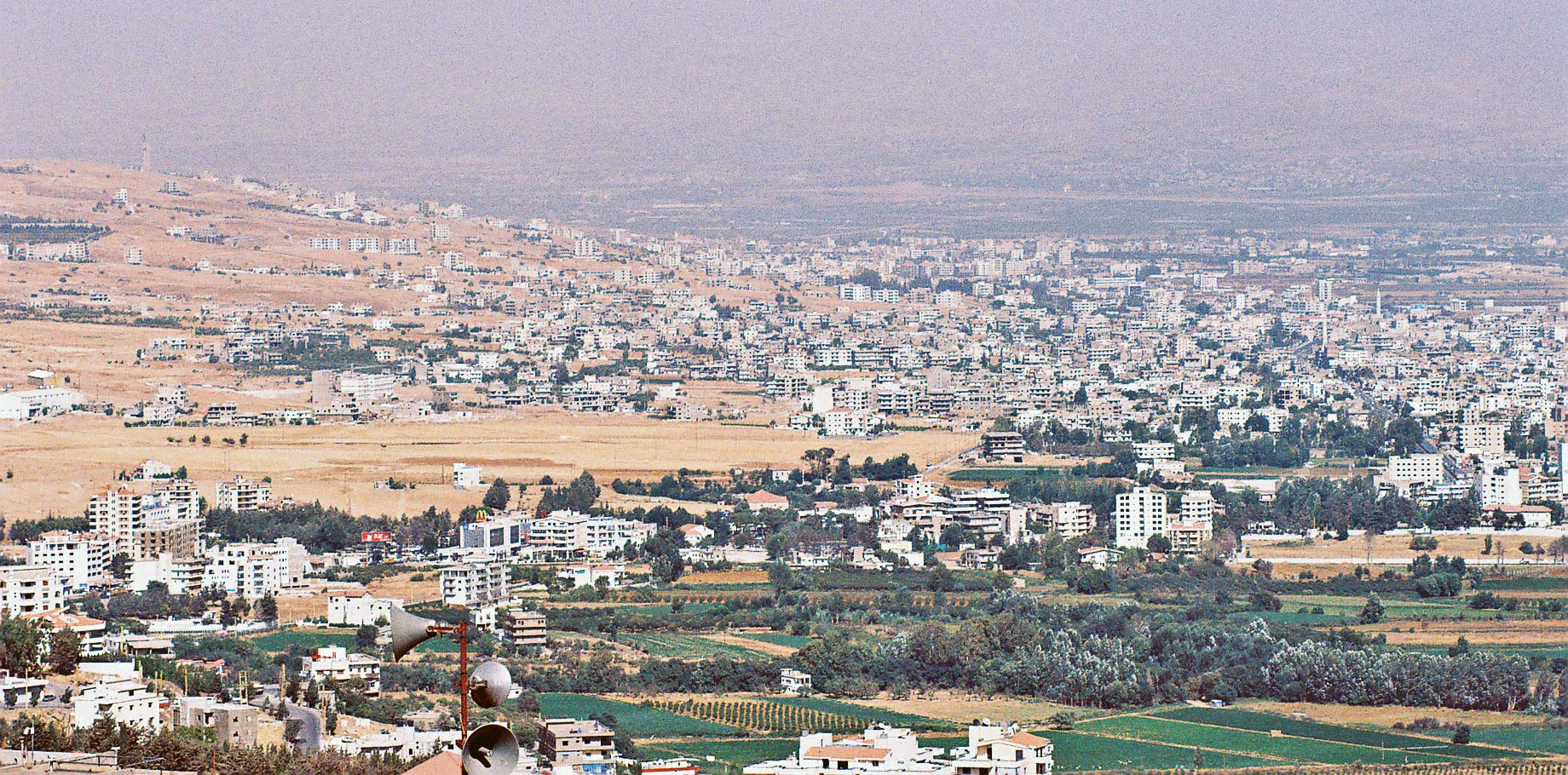
Bekaa-Ebene im Jahr 2003

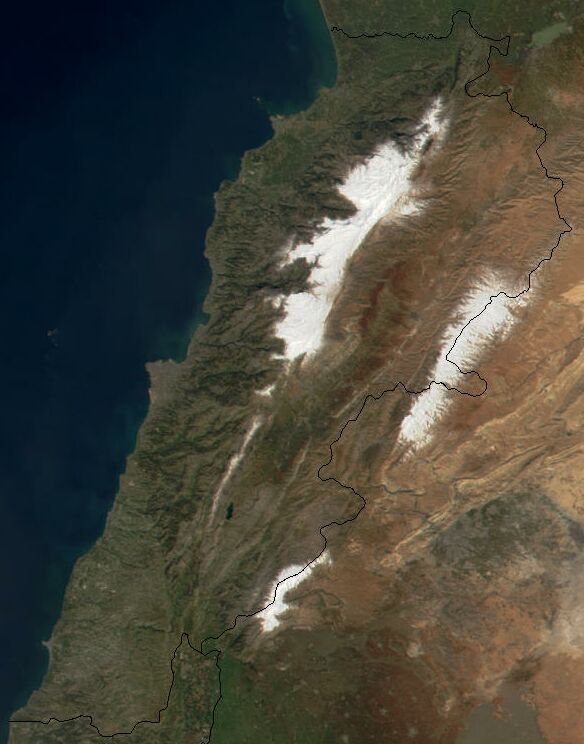
Satellitenbild mit Bekaa-Ebene zwischen den beiden schneebedeckten Gebirgszügen

Die Bekaa-Ebene (arabisch البقاع al-Biqāʿ) ist eine Hochebene im Libanon, die sich zwischen den Gebirgszügen des Libanongebirges und dem Anti-Libanon befindet. Die Ebene wird auch als die Obst- und Gemüsekammer des Landes bezeichnet. Sie erstreckt sich in Nord-Süd-Richtung im Osten des Landes. Die wichtigsten und größten Städte sind Zahlé und Baalbek. Die meisten Siedlungen befinden sich an den Rändern der Bekaa.

## Lage
Die Ebene ist die nördliche Fortsetzung des Jordangrabens und damit Teil des Großen Afrikanischen Grabenbruchs. Sie ist ungefähr 120 km lang und 8 bis 12 km breit und liegt eingebettet zwischen dem Libanongebirge und dem Anti-Libanongebirge auf einer Höhe von ca. 900 m. Zwei Flüsse entspringen in der nördlichen Bekaa-Ebene: der Orontes (Nahr al-Asi) überquert Richtung Norden die syrische Grenze und folgt dabei dem Grabenbruch, der sich weiter durch die syrische Ghab-Ebene zieht. Der Litani durchfließt die Ebene nach Süden. Der Bewässerungsfeldbau erfolgt zu einem größeren Teil durch Oberflächenwasser, zunehmend auch durch Pumpbewässerung aus dem Grundwasser.

## Klima
Die Bekaa-Ebene hat ein nahezu kontinentales Klima. Im Jahresverlauf ist es trockener, im Sommer heißer und im Winter kälter als in den Gebieten westlich des Gebirges. Ein Teil der Gebiete hat bereits Steppencharakter, da sie so trocken sind. Nur in der Bekaa-Ebene, im Norden und auf den Bergen des Libanon schneit es – im Rest des Landes nicht. Im Winter 1991/92 lag der Schnee zum Teil acht Meter hoch. Das Klima an den Rändern ist milder und feuchter, dort wurde auch der Begriff „Obst- und Gemüsekammer des Landes“ geprägt. In diesem grünen Gürtel liegen die meisten Siedlungen der Ebene.

## Geschichte
Bekannt ist die Bekaa-Ebene durch die römischen Tempelruinen in Baalbek und die Ruinen der Omayyadenstadt Anjar. Sehenswert ist ebenfalls ein pyramidenförmiges Grabmonument zehn Kilometer von der Stadt Hermel entfernt. Die 27 Meter hohe Pyramide stammt aus dem ersten oder zweiten Jahrhundert vor Christus. Weitere römische Tempelbauten in Niha, Qsarnaba und Majdal Anjar lassen zusätzlich auf die Bedeutung schließen, die die Bekaa-Ebene für die Römer gehabt hat – nicht zuletzt galt die Region als bedeutende Kornkammer und leistete einen großen Beitrag zur Versorgung der antiken Großstadt Rom. 
Am 10. Juni 1982 fand in der Stadt Sultan Jakub in der Bekaa-Ebene eine Schlacht zwischen Israel und Syrien statt.

## Landwirtschaft
Die Bekaa-Ebene ist das wichtigste landwirtschaftliche Anbaugebiet des Libanon. Angebaut werden u. a. Wein, Oliven, Gurken, Erbsen, Mandeln, Tabak und Zwiebeln. Der Mechanisierungsgrad des Anbaus ist sehr gering und wird mit billigen Arbeitskräften aus Syrien betrieben, die hier einen 4-mal höheren Lohn als in der Heimat erhalten können. Oft kommen ganze Familien, die in äußerst dürftigen Lagern mit sehr schlechten hygienischen Bedingungen wohnen. Meist wird für Akkordlöhne gearbeitet, bei denen man bei einem zehnstündigen Arbeitstag bis zu 8000 Libanesische Pfund, umgerechnet 4 Euro, verdient. 1500 bis 2000 Libanesische Pfund behält der Schawisch, der Arbeitsvermittler. Gearbeitet wird ohne Feiertage, unter Exposition von giftigen Chemikalien und unnatürlichen Arbeitshaltungen, die Muskel-Skelett-Erkrankungen nach sich ziehen. Um die Kosten für eine Operation für einen Bandscheibenvorfall zu bezahlen, müssen die Angehörigen mehrere Monate arbeiten um die 1,5 Millionen Libanesischen Pfund (770 Euro) aufbringen zu können.

## Religionen
Die Bekaa-Region ist geprägt durch die Präsenz aller libanesischen Konfessionen, wobei in einigen Teilen eine Dominanz bestimmter Gruppen festzustellen ist. 
- der Norden (Hermel und Baalbek) ist mehrheitlich schiitisch:
- der mittlere Westen (Zahlé) und der Südwesten (von Ammiq bis Aitanit) ist mehrheitlich christlich - vor allem katholisch mit Maroniten und Orthodoxen.
- Anjar, im östlichen Zentrum, ist armenisch (christlich).
- Der Südosten zwischen Bar Elias und Qaraoun ist mehrheitlich sunnitisch.
- der Südosten (Rachaya) ist drusisch.
- der äußerste Südwesten (Maschghara, Sohmor) ist mehrheitlich schiitisch.

Das Dorf Bechouat, im Zentrum, das hauptsächlich von Maroniten bewohnt wird, ist der Sitz einer multireligiösen Wallfahrt zur Jungfrau Maria.

## Illegale Drogen
Drogen haben im Bekaa-Tal eine lange Tradition, die von der Zeit des Römischen Reiches bis in die Gegenwart reicht. Anbauer und Drogenbarone aus Stämmen haben mit Milizen zusammengearbeitet, um einen florierenden Cannabishandel aufzubauen. Die Region wurde mit dem kokainproduzierenden Oberen Huallaga-Tal in Peru verglichen.
Während des libanesischen Bürgerkriegs war der Cannabisanbau eine wichtige Einnahmequelle im Bekaa-Tal, wo ein Großteil des Haschischs und Opiums des Landes produziert wurde. Der Krieg veranlasste verschiedene Gruppen, sich dem Drogenhandel zuzuwenden, um Einkommen zu erzielen. Syrien, das den größten Teil des Tals kontrollierte, profitierte erheblich von diesem Handel. Auch palästinensische Terrorgruppen, darunter die PLO, beteiligten sich am Haschischhandel und verdienten Millionen von Dollar.
Der Handel brach während der weltweiten Drogenbekämpfung unter Führung der Vereinigten Staaten in den frühen 1990er Jahren zusammen. Auf Druck des US-Außenministeriums pflügte die syrische Besatzungsarmee die Cannabisfelder in der Beqaa um und besprühte sie mit Gift. Vor 1991 schätzte man die Einnahmen aus dem illegalen Cannabisanbau in der Beqaa auf rund 500 Millionen Dollar. Nach Angaben des UNDP lag das jährliche Pro-Kopf-Einkommen in den Bezirken Baalbek und Hermel zu dieser Zeit nicht über 500 Dollar. Dieselbe Agentur schätzte die Zahl für den Rest des Libanon auf 2.074 Dollar.
Seit Mitte der 1990er Jahre sind der Anbau und die Produktion von Drogen im Bekaa-Tal stetig zurückgegangen. Im Jahr 2002 beschränkte sich der Cannabisanbau auf schätzungsweise 2500 Hektar im äußersten Norden des Tals, wo die Präsenz der Regierung nach wie vor minimal ist. Seit 2001 pflügt die libanesische Armee jedes Jahr die Cannabisfelder, um die Pflanzen vor der Ernte zu vernichten. Schätzungen zufolge werden bei dieser Aktion nicht mehr als 30 % der gesamten Ernte vernichtet. Obwohl der Opiumanbau während des Bürgerkriegs eine wichtige Rolle spielte, ist er inzwischen nur noch von untergeordneter Bedeutung und von geschätzten 30 Tonnen pro Jahr im Jahr 1983 auf vernachlässigbare Mengen im Jahr 2004 zurückgegangen.
Aufgrund zunehmender politischer Unruhen, die die libanesische Zentralregierung während des Libanonkriegs 2006 und des Boykotts der Regierung durch die Opposition 2007 schwächten, und mangels praktikabler Alternativen sowie aufgrund von Versprechungen der Vereinten Nationen über Bewässerungsprojekte und alternative Anbausubventionen, die nie in die Tat umgesetzt wurden, haben der Drogenanbau und die Produktion erheblich zugenommen. Sie machen nur einen Bruchteil der Produktion aus der Bürgerkriegszeit aus und beschränken sich auf den Norden der Stadt Baalbek, wo das Stammesrecht zum Schutz der bewaffneten Familien noch immer gilt.
Die Haschisch-Sorte Roter Libanese stammt aus der Bekaa-Ebene. Nach einem Produktionsrückgang in den 1990er-Jahren wird seit der Jahrtausendwende wieder vermehrt Hanf angebaut.

## Bilder

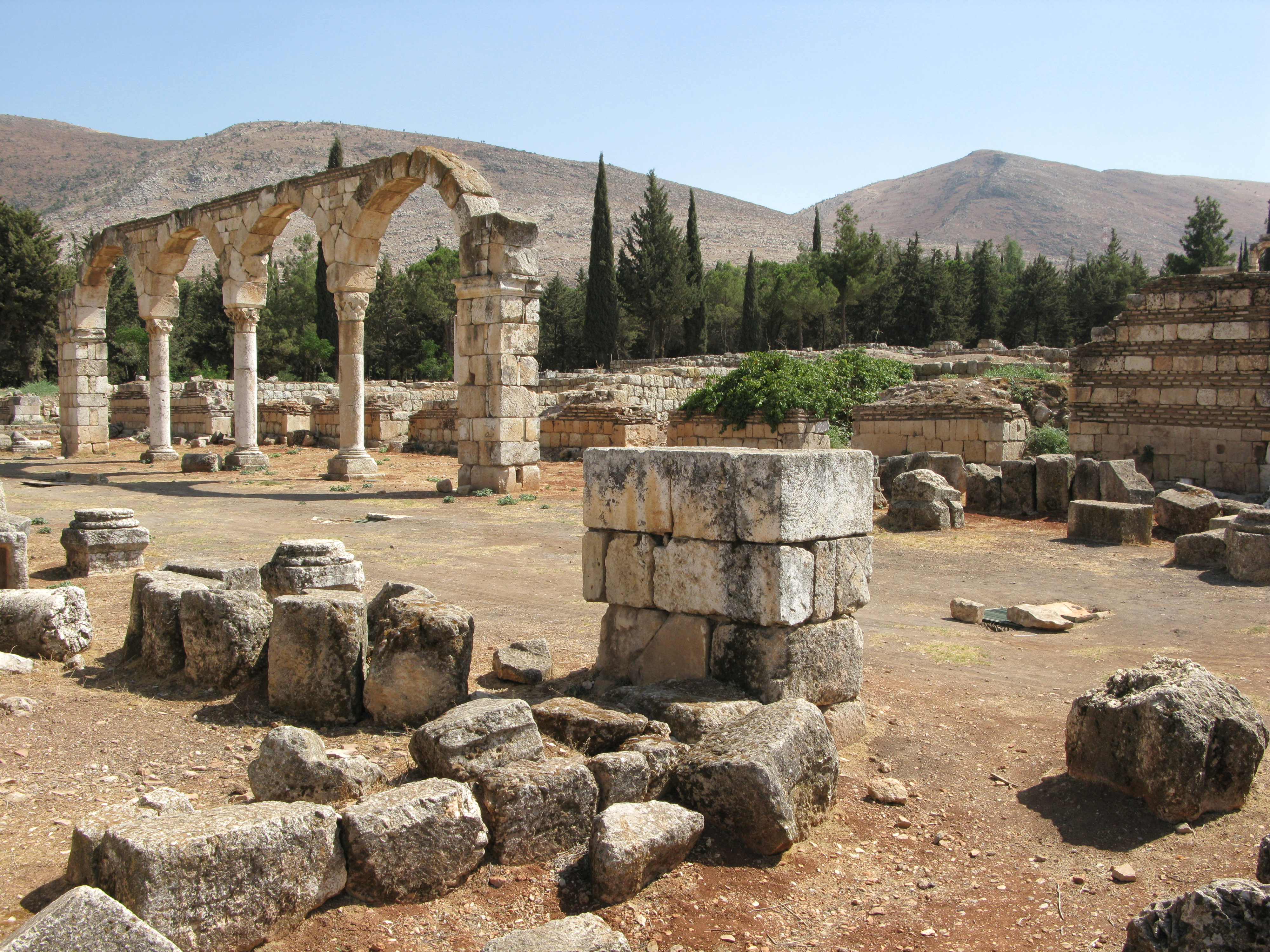
Ruinen von Anjar
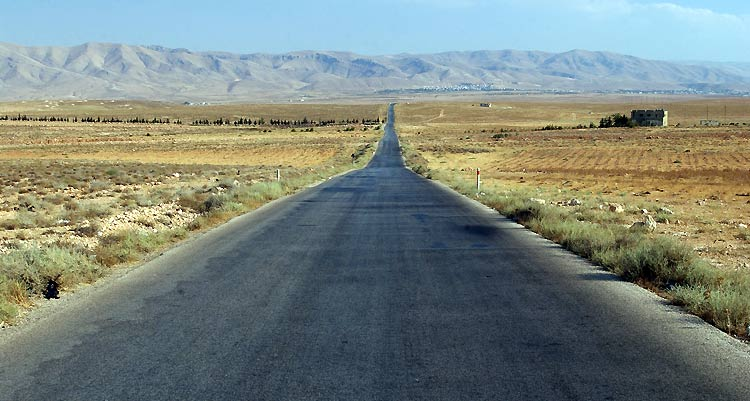
Straße im Bekaa-Tal
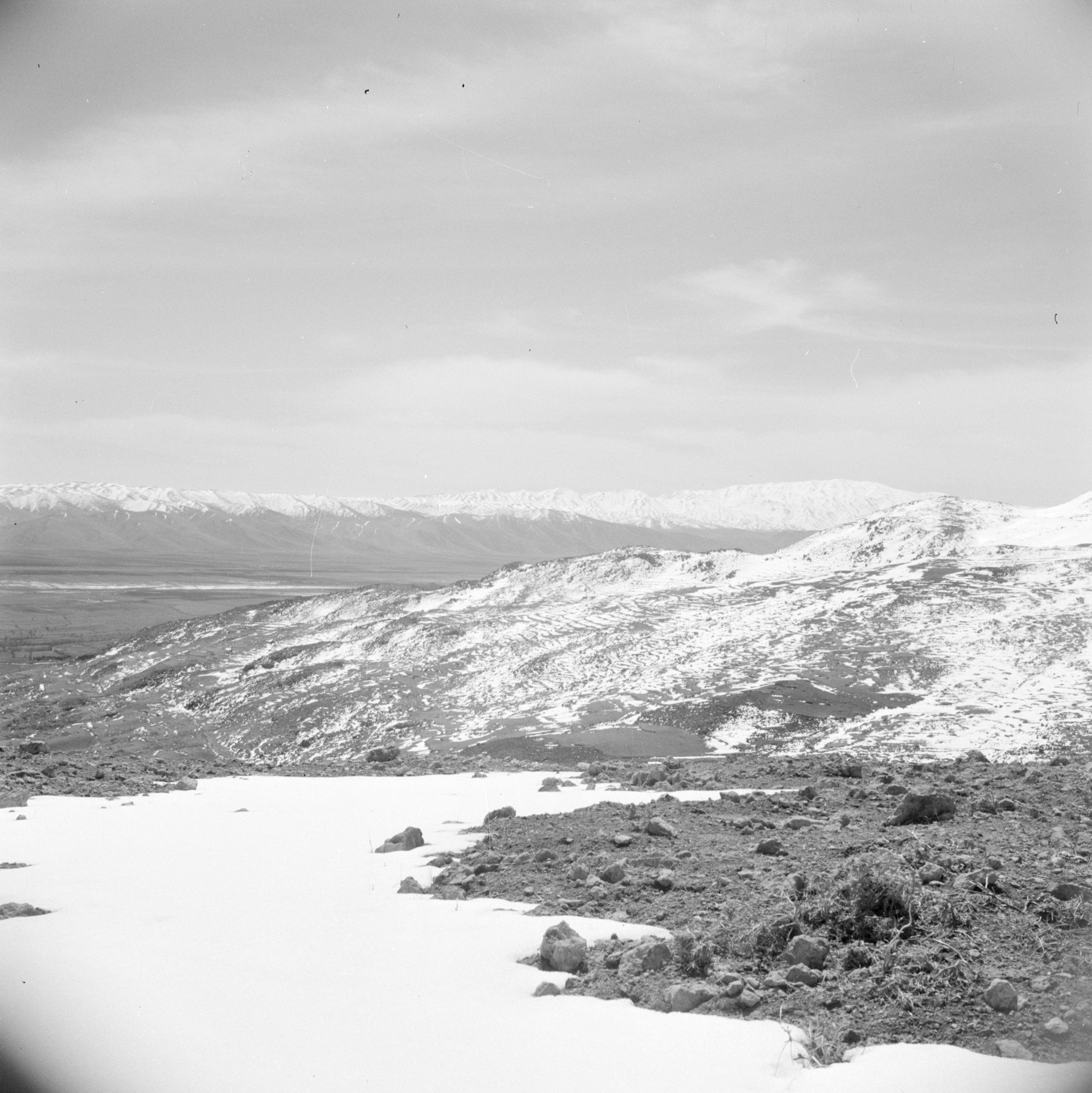
Schnee in den Bergen
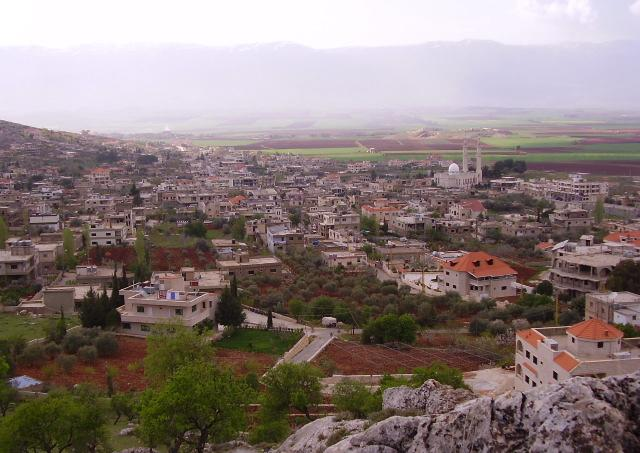
Tell Kāmid el-Lōz
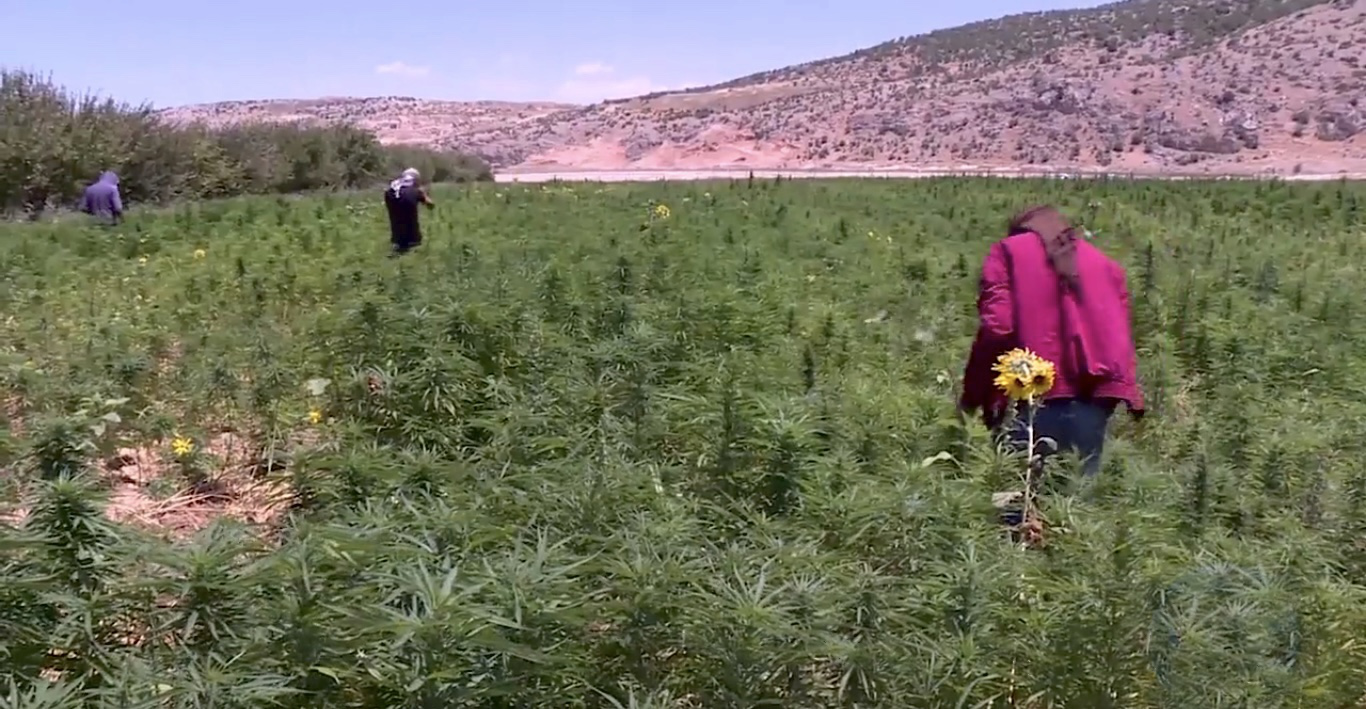
Bauern ernten Marihuana im Bekaa-Tal